# Lina Aristodimu
Lina Aristodimu (gr. Λινα Αριστοδήμου, ur. 30 marca 1965 w Nikozji) – cypryjska narciarka alpejska. Dwukrotnie wystąpiła na Igrzyskach Olimpijskich – w 1980 w Lake Placid i w 1984. Najlepszym jej wynikiem było 21. miejsce w slalomie w Sarajewie. Jej bratem jest Sokratis Aristodimu.

## Wyniki olimpijskie
| Igrzyska         | Konkurencja          | Czas    | Wynik |
| ---------------- | -------------------- | ------- | ----- |
| Lake Placid 1980 | Slalom gigant kobiet | 3:36.85 | 33.   |
| Lake Placid 1980 | Slalom kobiet        | -       | DNF   |
| Sarajewo 1984    | Slalom gigant kobiet | 3:03.45 | 43.   |
| Sarajewo 1984    | Slalom kobiet        | 2:19.64 | 21.   |